# Laverda 1000

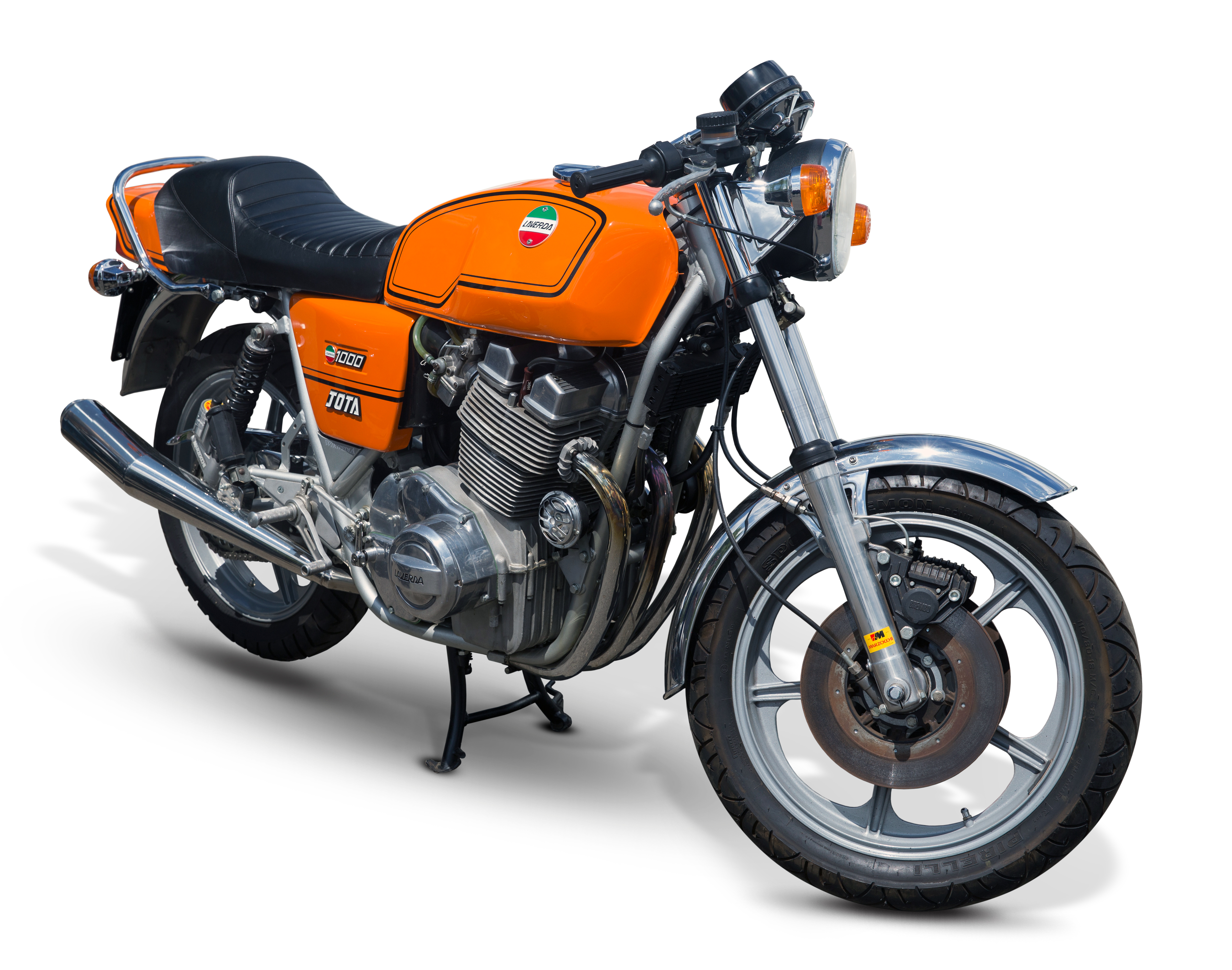
Die Laverda 1000 Jota war von 1976 bis 1981 das schnellste Serien-Motorrad

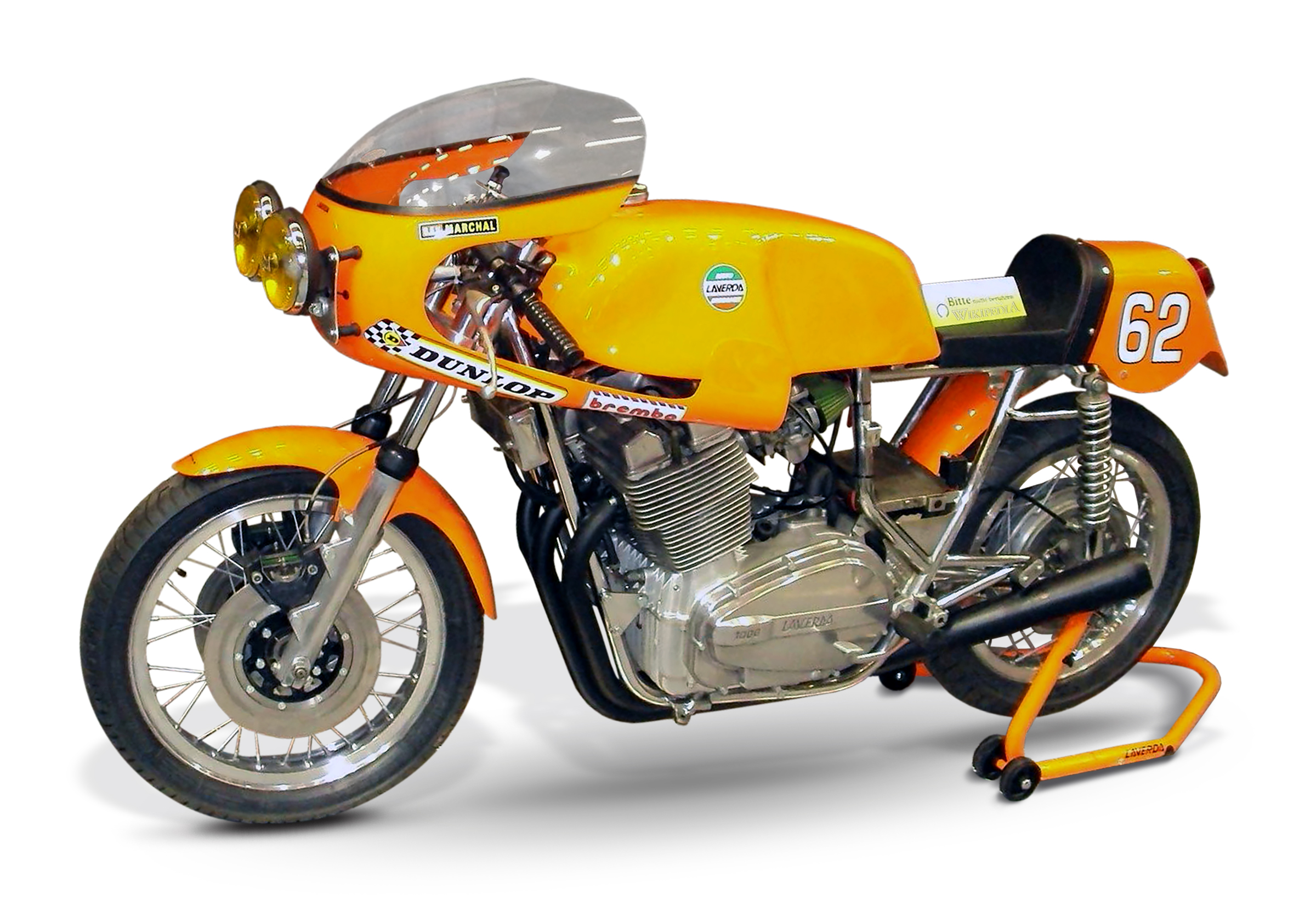
Laverda 1000 3C Endurance Bol d'Or, Bj. 1972

Die Laverda 1000 ist ein Motorrad des ehemaligen italienischen Herstellers Laverda, das bei seiner Markteinführung im Jahre 1973 das hubraumgrößte Sportmotorrad Italiens war.

## Vorgeschichte
Francesco Laverda, der Enkel des Landmaschinenherstellers Pietro Laverda, gründete 1949 in Breganze die Moto Laverda S.p.A. und startete ca. 1950 mit dem Motorrad Laverda 75 die Produktion. Massimo Laverda, Sohn von Francesco, brachte 1968 die Laverda 650 (Bohrung × Hub: 75 × 74 mm) heraus, deren Hubraum wenig später auf 750 cm³ (Bohrung × Hub: 80 × 74 mm) erhöht wurde. Es waren Zweizylindermaschinen, deren Besonderheit der unten offene Rahmen und der mittragende Motor war.

## Technik
1969 war die Entwicklung einer Maschine mit Dreizylindermotor mit zwei obenliegenden Nockenwellen (DOHC) und Tassenstößeln und 1000 cm³ Hubraum (Bohrung × Hub: 75 × 74mm)  schon abgeschlossen. Die ersten Prototypen entstanden durch den Anbau eines weiteren Zylinders an den Zweizylindermotor. Der Rahmen war, im Gegensatz zu dem der 750er, ein unten geschlossener Doppelschleifenrahmen.
1972 ging der Dreizylindermotor im Modell 1000 in Serie. Die ungewöhnliche Motorkonstruktion mit 180° Hubzapfenversatz des mittleren Kolbens, die äußeren liefen parallel mit 360° Zündabstand, führten zu einem markanten Motorgeräusch.

## Modellentwicklung
- 1973: Die ersten fünfzig Maschinen hatten Speichenräder und Trommelbremsen, eine Drei-in-Eins-Auspuffanlage und der Tank war aus Kunststoff. Der Preis betrug 9.600 DM. Bei der späteren Serienmaschine war der Tank aus Blech und die Auspuffanlage eine Drei-in-Zwei-Ausführung.
- 1974: Die Laverda 1000 3C kam auf den Markt. Leistung nach DIN lt. Kfz-Brief: 78 PS (57 kW) bei 7.750 min−1; Angabe im Handbuch: 80 PS (59 kW) bei 7.250 min−1. Die Maschine hatte doppelte Scheibenbremsen (Ø 280 mm) vorne und eine Trommelbremse (Ø 230 mm) hinten. Bei einem Test der Zeitschrift Das Motorrad im April 1975 (Heft 8/75) ergab sich eine Höchstgeschwindigkeit von 209,4 km/h (solo langliegend) und eine Beschleunigung von 0 auf 100 km/h in 4,7 s.[6]
- 1976:  Die 1000 3CL, mit Aluminiumgussrädern, einer Scheibenbremse hinten (Ø 280 mm) und einem Heckbürzel wurde angeboten.
Die neue Laverda Jota auf Basis der 3C machte 1976 großen Eindruck. Sie leistete 90 PS (67 kW) und erreichte Geschwindigkeiten von 235 km/h. Dank der werksseitigen Rennteile, die direkt ab Werk in den Serienmotor übernommen wurden, war sie zu dieser Zeit das schnellste Straßenzulassungsfähige Motorrad.[7][8][9]
- 1977: Die hubraumvergrößerte 1200 T kommt auf den Markt; der Unterschied zur 1000er war außer der größeren Zylinderbohrung die stärker geneigten hinteren Federbeine.
- 1980: Die Modelle Jota (1000 cm³) und 1200 TS wurden ab dann auch in Deutschland angeboten (die Jota gab es schon ab 1976 in Großbritannien). Sie waren etwas anders ausgestattet (zum Beispiel Verkleidung, Armaturen, Seitenteile) und hatten eine leicht erhöhte Leistung.
- 1982: Die angebotenen 120°- 1000 RGS-Modelle, der Hubzapfenversatz betrug nun 120°, hatten einen veränderten Doppelrohrrahmen mit elastisch aufgehängten Motoren. Die 1000 SFC war eine leicht modifizierte „RGS“ die bis 1987 gebaut wurde.

## Modellübersicht (Tabelle)
| Modell                   | Jahr      | Merkmale/Besonderheiten |
| ------------------------ | --------- | --- |
| Laverda 1000 1. Prototyp | 1969      | 1. Prototyp quasi 650er Motor mit weiterem Zylinder. Kette wurde rechts außen platziert und eine asymmetrische 3 in 3 Auspuffanlage montiert. Neuer Rahmen als geschlossene Doppelschleifenkonstruktion.                                                                                     |
| Laverda 1000 2. Prototyp | 1970      | 2. Version mit zwei Nockenwellen. Zunächst mit 120° Kurbelwelle, später auf 180° umgestellt. Antrieb der Nockenwellen über einen Zahnriemen auf der rechten Motorseite. 3 in 2 Auspuffanlage.                                                                                                |
| Laverda 1000 3C          | 1972–1973 | Die ersten 50 Ex. mit 3 in 1 Auspuffanlage und das Zündschloss im linken Seitendeckel. Bedienelemente von Lucas und Tank aus Fiberglas. |
| Laverda 1000 3C/1        | 1974–1976 | Scheibenbremsen vorne, 38mm Standrohre, 180mm Scheinwerfer, ND Schalter und Instrumente, einstellbarer Lenker. Es wurde oft auf Trommeln zurückgerüstet da das Nassbremsverhalten zu wünschen übrig ließ                                                                                     |
| Laverda 1000 3CE (GB)    | 1975      | Slater (brit. Importeur) baute für den englischen Markt einen Endurance-Kit ein. Neuer Auspuff, andere Federn und Stoßdämpfer. Kleineres Kettenblatt, teilweise andere Sitzbank |
| Laverda 1000 3CL         | 1976–1979 | Das neue Model ab Fahrgestellnummer 3352. Die auffälligsten Änderungen: Aluräder, Scheibenbremse hinten und der Heckbürzel. |
| Laverda 1000 Jota 76     | 1976–1981 | Zunächst nur für den englischen Markt. Die 3CL wurde ab Werk mit Enduranceteilen bestückt. Die Jota 76 hatte keine Verkleidung. Rahmen schwarz, Farbe silbergrau. Mehr Leistung durch Kolben mit höherer Verdichtung, größere Ventile und Healey-Auspuff.                                    |
| Laverda 1000 Jota 77     | 1976–1981 | 1977 wurde die Jota mit silbernem Rahmen und roter Lackierung ausgeliefert. |
| Laverda 1000 Jota 78     | 1976–1981 | 1978 wieder der schwarze Rahmen aber Lackierung in Gold. |
| Laverda 1000 Jota 79     | 1976–1981 | Ab 1979 nur noch silberner Rahmen und orange Lackierung. Verkleidung. Jetzt Marzocchi Federung. Wegen neuer Geräuschbestimmungen wurde eine Lafranconi Auspuffanlage verbaut. |
| Laverda 1000 Jota 81     | 1976–1981 | Ab 1981 mit ND Lichtmaschine und geänderter Verkleidung. Bis 1983 sind einzelne Modelle mit 180er Motor bekannt obwohl 1982 mit dem 120er Motor begonnen wurde. Hydraulische Kupplungsbetätigung, geänderte Ansaugstutzen                                                                    |
| Laverda 1000 Jota 82/1   | 1981–1983 | Der neue 120er Motor wurde 1982 in die Jota eingebaut. Gleichzeitig Farbänderung zu schwarz/rot bzw. schwarz/silber oder rot. |
| Laverda 1000 Sulzbacher  | 1977–1979 | Sulzbacher (österreichischer Tuner) bot mehrere Tuning- und Ausstattungsvarianten an: S= SFC-Look / H= mit hoher Verdichtung und C4 Nockenwellen / HC= mit hoher Verdichtung, C4 Nockenwellen und Rennzylinderkopf mit 36mm Dell'Ortos.                                                      |
| Laverda 1000 V6 / 1      | 1977      | Prototyp/Einzelstück mit längs eingebautem V6 |
| Laverda 1000 V6 / 2      | 1978      | Einzelstück mit längs eingebautem V6 für Renneinsatz |
| Laverda 1000 Jarama      | 1978–1980 | Die Jarama wurde speziell für den amerikanischen Markt gebaut. Eigentlich eine 3CL mit Linksschaltung und geänderter Getriebeübersetzung. Nur in den Farben rot und grün ausgeliefert. Slater importierte einige nach England, versah sie mit Jota-Teilen und verkaufte sie dann als Jarota. |
| Laverda RGS 1000         | 1982–1984 | RGS= Real Grand Sport. Leistungsgesteigerter Motor. Serienmäßige Verkleidung |
| Laverda RGS 1000 E       | 1984      | „Executive“ – Tourer mit Vollausstattung (Fahrgestellnummer ca. 2300–2350). Es gibt auch höhere Fahrgestellnummern mit Executiveausstattung, diese wurden jedoch oft aus Ersatzteilrestbeständen zusammengebaut.                                                                             |
| Laverda RGS 1000 Corsa   | 1984–1985 | Sportversion der RGS (Fahrgestellnummer ca. 2350–2800 und 2850–2900). Kennzeichnung der Motors durch CR-Stempelung auf Kettenkasten und Motorblock links. Ca. 250 Stück |

Quelle:

## Ende
Im Februar 1987 meldete Laverda wegen der schlechten marktwirtschaftlichen Lage Insolvenz an. Am 31. März 1987 wurde das Unternehmen verkauft und die Produktion von Motorrädern eingestellt.

## Bilder

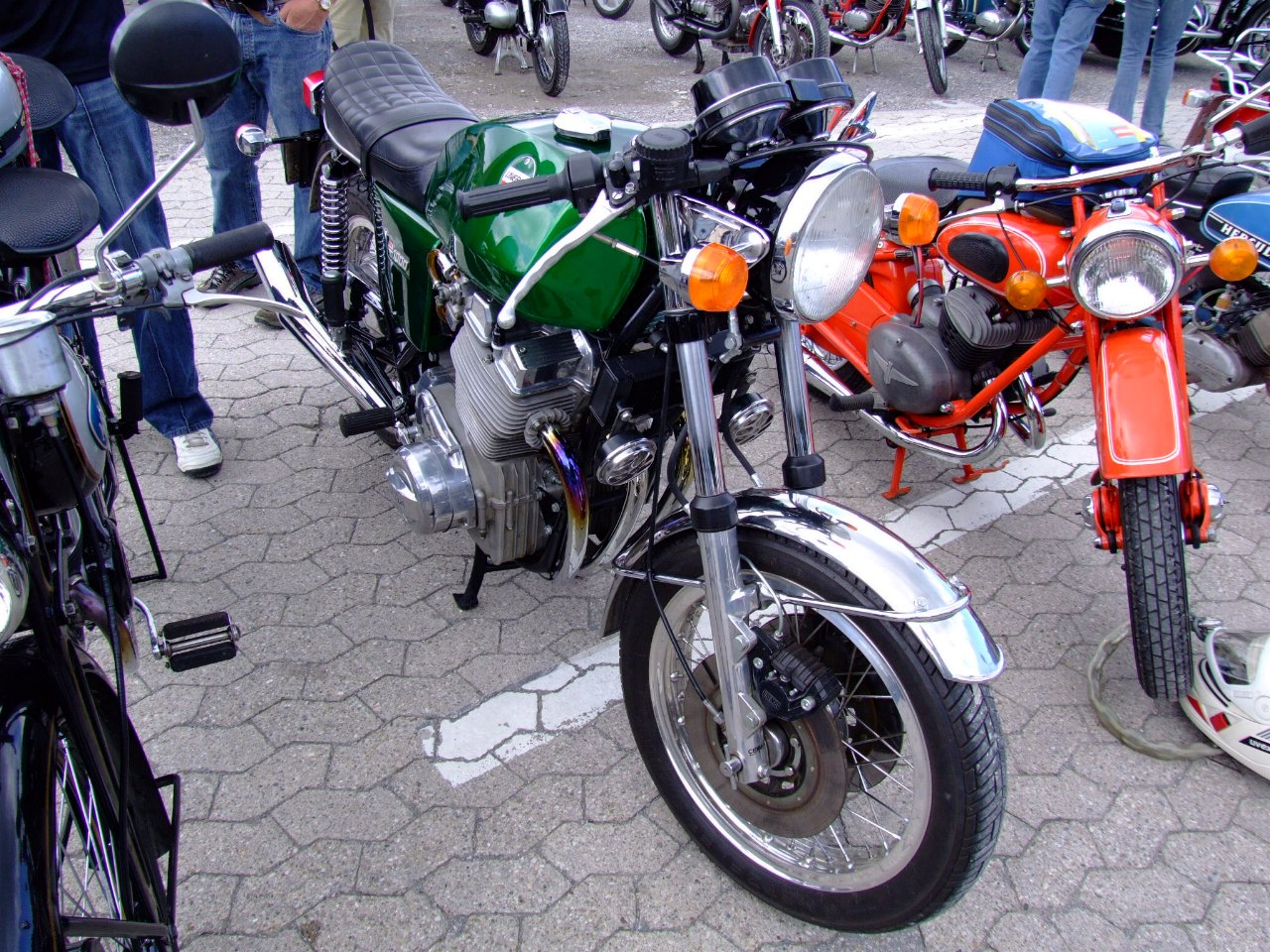
Laverda 1000 3C (ab 1974)
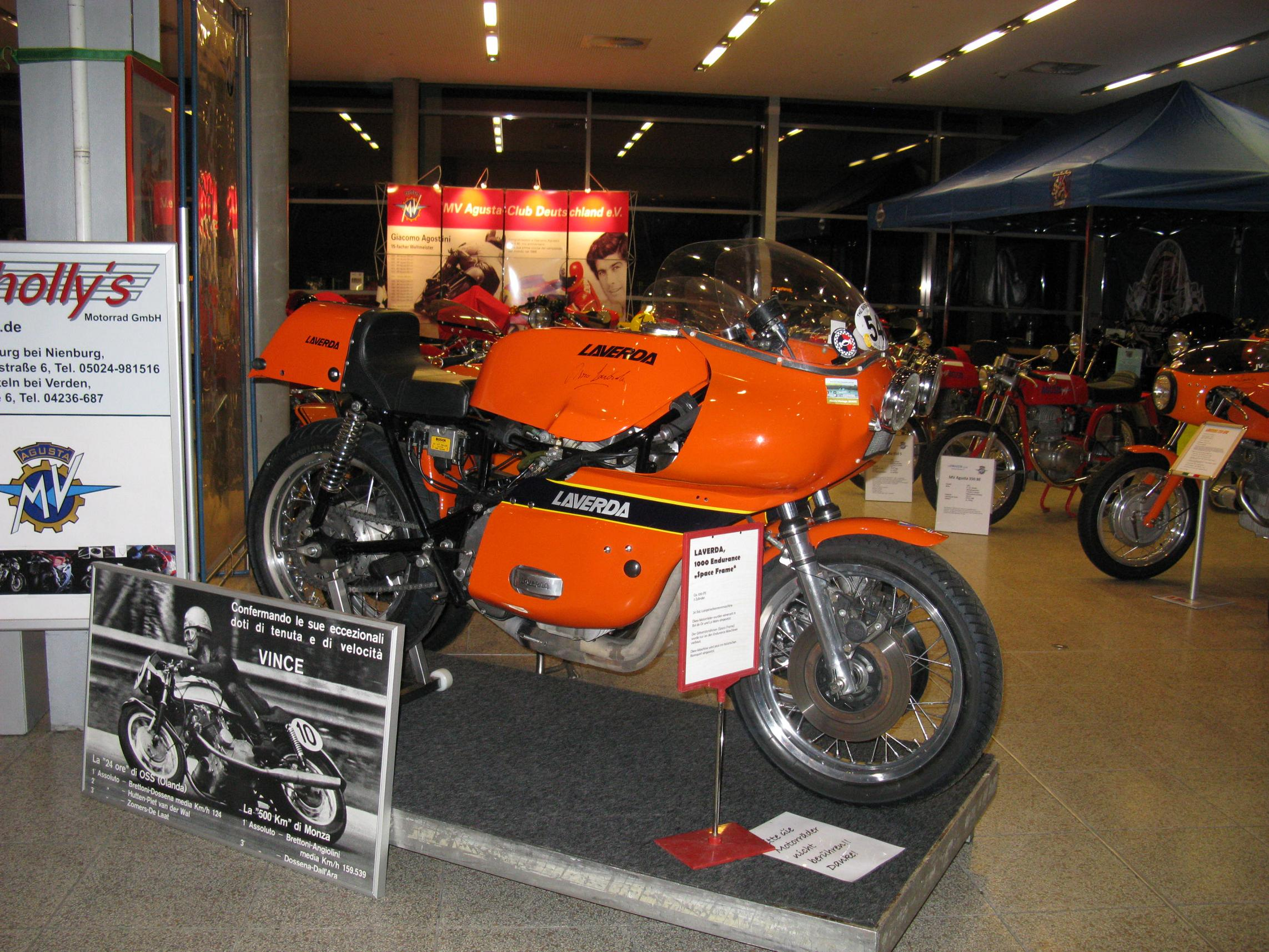
Laverda 1000 Endurance „Space Frame“
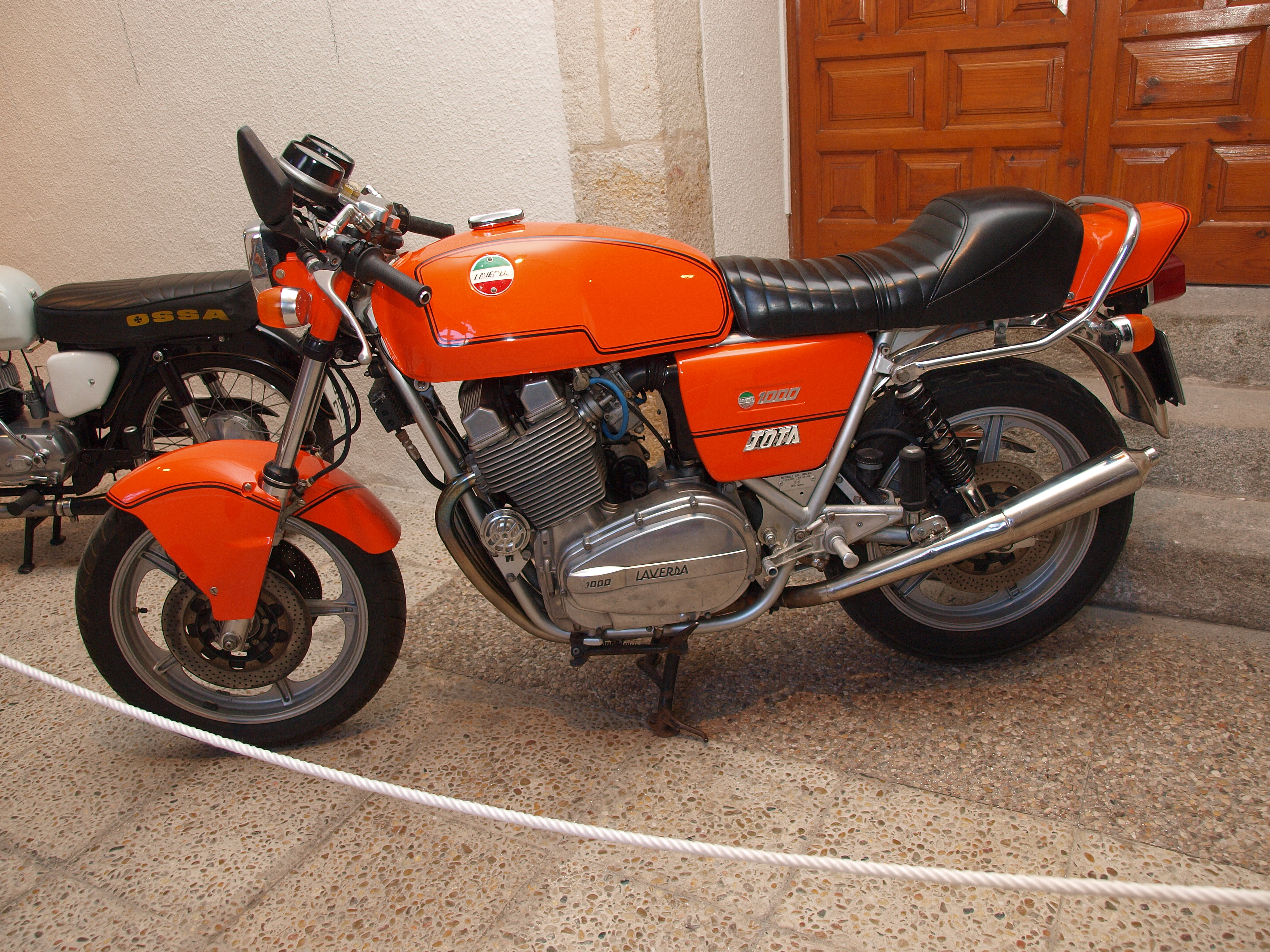
Laverda J 1000cc (1976)
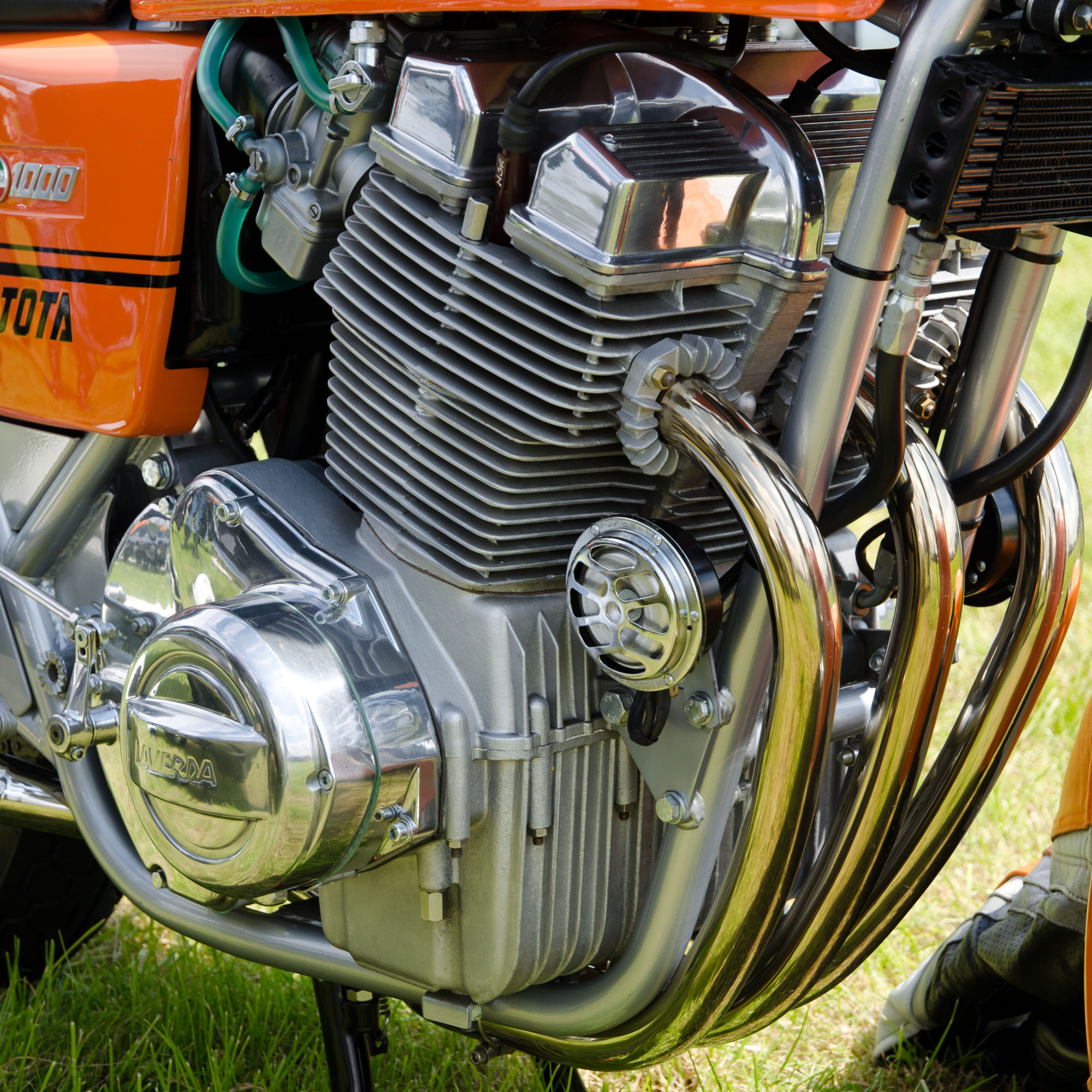
Motor der Jota 1000 3C (1981)
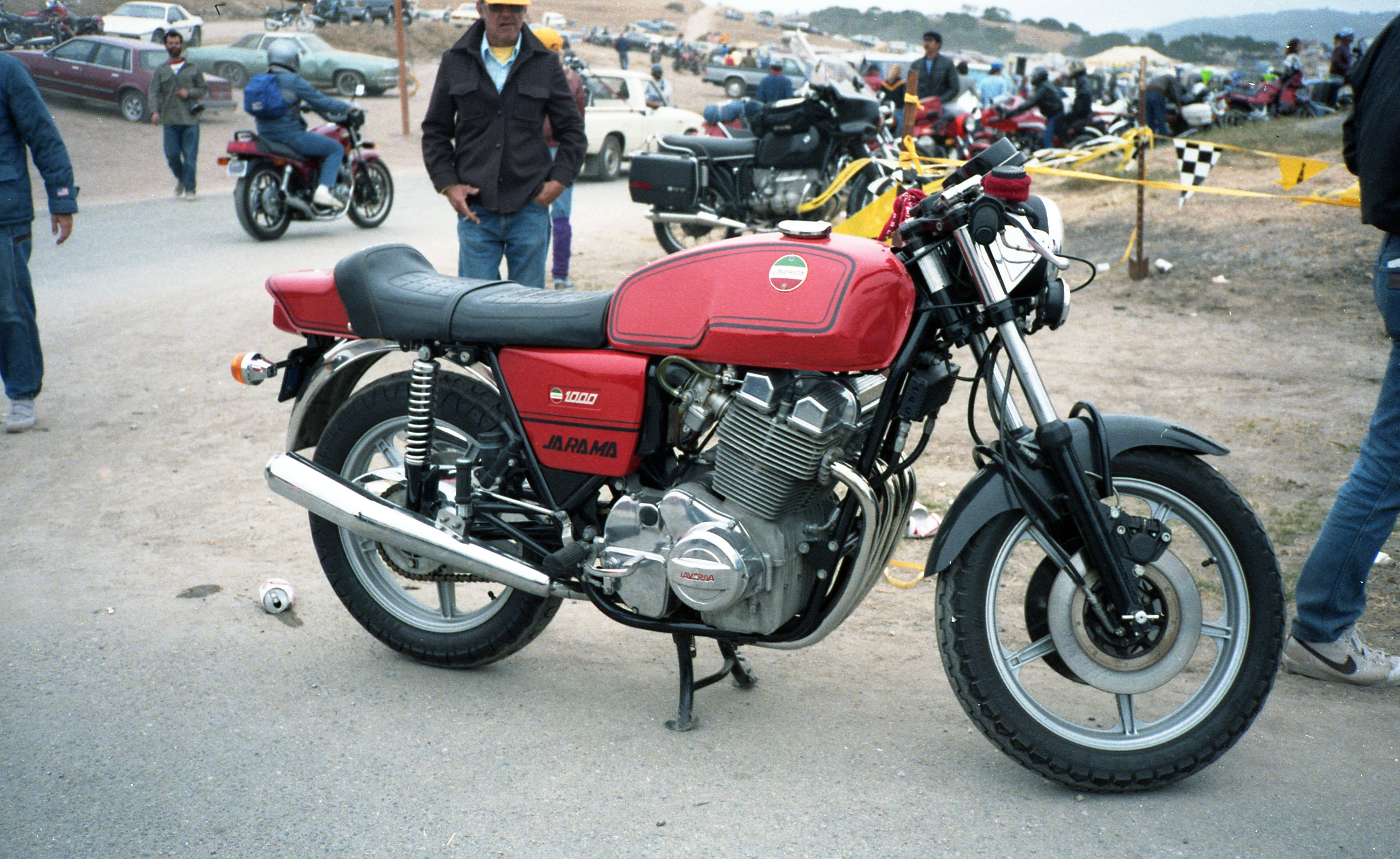
Laverda 1000 Jarama (3CL mit Linksschaltung)
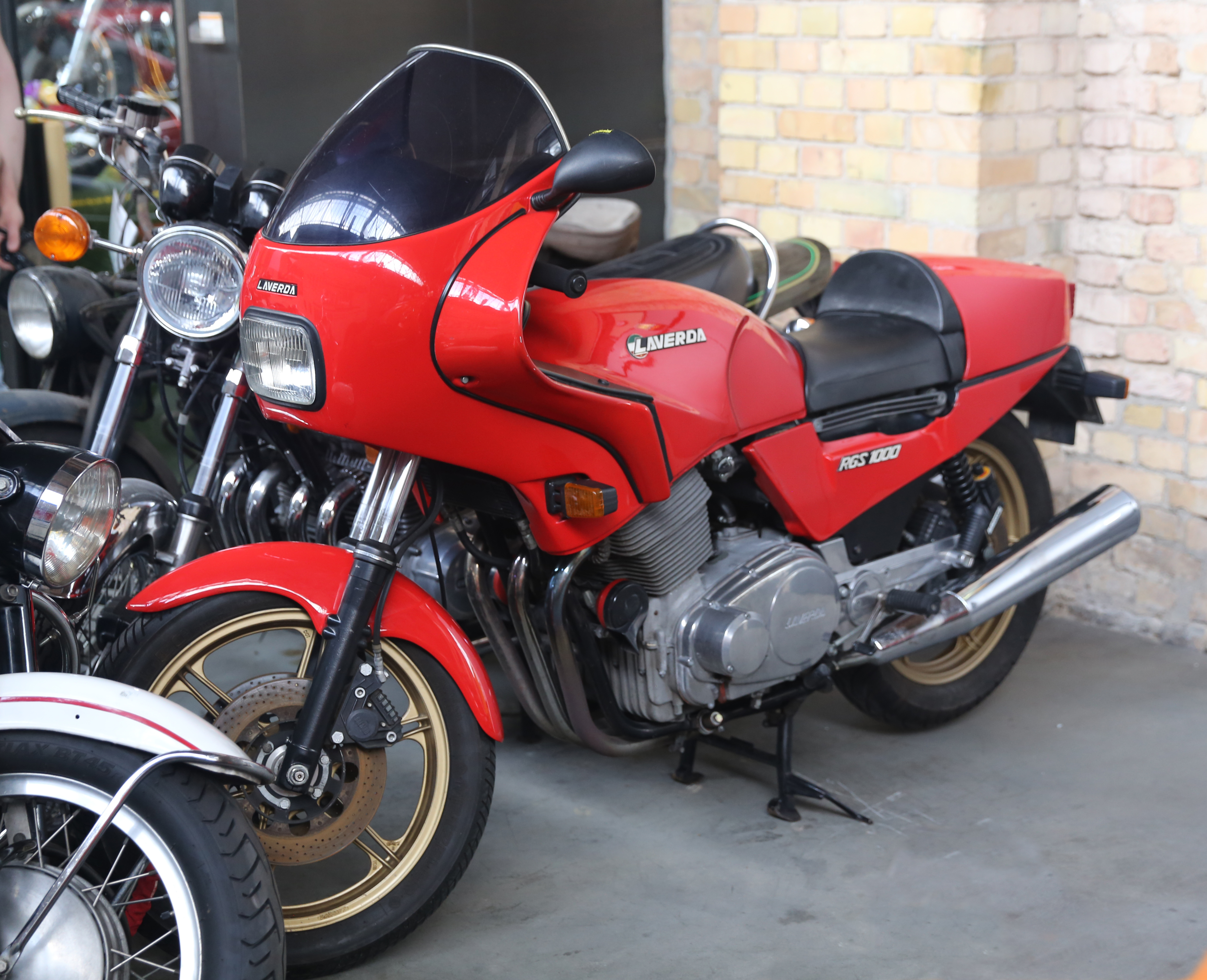
Laverda RGS 1000 (1982–1985)